# Wodery

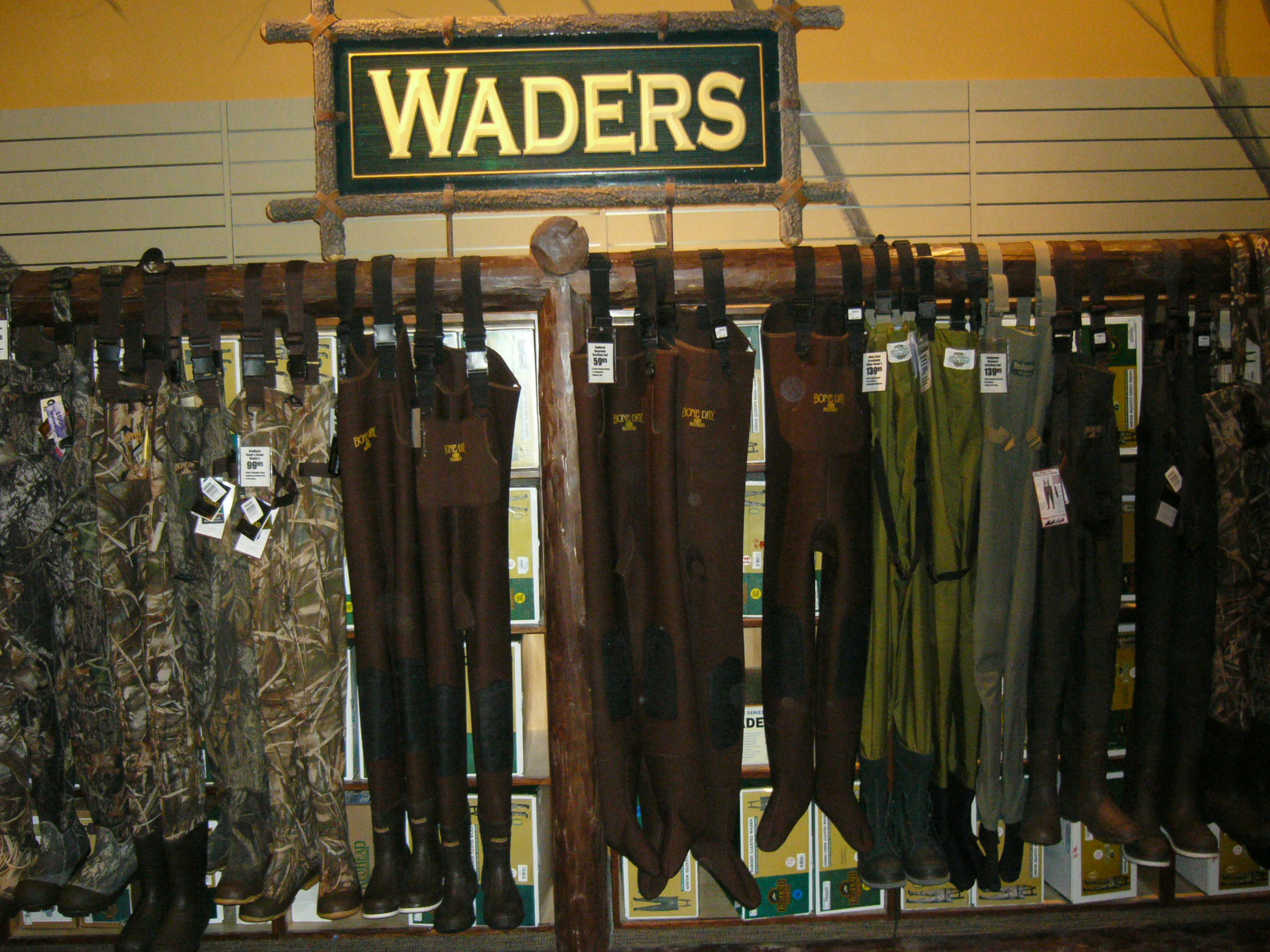
Wodery (Wadery)

Wodery – rodzaj nieprzemakalnego obuwia wędkarskiego sięgającego do kroku, połączenie kaloszy i nieprzemakalnych spodni.
Wodery są zrobione z nieprzemakalnego (zazwyczaj gumowanego) materiału, czasem także ocieplanego. Wodery krótsze mocowane są na szelkach, dłuższe są w całości, z naramiennikami. Wodery najczęściej używane są przez wędkarzy, szczególnie przez wędkarzy muchowych, umożliwiają im wędkowanie stojąc w wodzie daleko od brzegu, np. w środku nurtu rzeki. Używane są także przez służby ratownicze, np. przez strażaków w trakcie powodzi.
Objaśnienia etymologicznego tego określenia dokonał Eugeniusz Słuszkiewicz na łamach czasopisma „Język Polski”.